# Andrzej Rozmus
Andrzej Rozmus (ur. 1972) – doktor habilitowany nauk społecznych w dyscyplinie pedagogika, wykładowca akademicki. Związany z Wyższą Szkołą Informatyki i Zarządzania z siedzibą w Rzeszowie od 1998 roku. Od czerwca 2022 roku Rektor tej uczelni.

## Życiorys
Absolwent Wyższej Szkoły Pedagogicznej w Rzeszowie na kierunku socjologia. Doktor nauk humanistycznych w zakresie socjologii (Uniwersytet Śląski) oraz doktor habilitowany nauk społecznych w dyscyplinie pedagogika (Uniwersytet Szczeciński). Licencjonowany Trener – Konsultant w zakresie zastosowania psychologii praktycznej w biznesie – absolwent Instytutu Terapii Gestalt w Krakowie.
Po zakończeniu studiów magisterskich rozpoczął pracę w Wyższej Szkole Informatyki i Zarządzania z siedzibą w Rzeszowie na stanowisku asystenta w Katedrze Nauk Społecznych. W latach 2012-2022 pełnił funkcję Prorektora WSIiZ ds. Nauczania. Od 1 czerwca 2022 roku Rektor Wyższej Szkoły Informatyki i Zarządzania w Rzeszowie.
Brał udział w pracach nad „Strategią rozwoju szkolnictwa wyższego: 2010-2020” kierowanych przez Fundację Rektorów Polskich. Członek Forum Ekspertów Ministerstwa Nauki i Szkolnictwa Wyższego w Warszawie (w okresie 2010–2011). W latach 2010–2012 był ekspertem Polskiej Konfederacji Pracodawców Prywatnych Edukacji PKPP Lewiatan, kierownikiem Samodzielnego Zakładu Badań nad Szkolnictwem Wyższym WSIiZ w Rzeszowie oraz Sekretarzem Centrum Analiz i Dialogu w Szkolnictwie Wyższym działającego przy Fundacji Rektorów Polskich w Warszawie.
Członek Zespołu ds. strategii rozwoju szkolnictwa wyższego w Polsce MNiSW (2014-2015) – współautor „Programu Rozwoju Szkolnictwa Wyższego i Nauki na lata 2015-2030”. Konsultant Zespołu (Uniwersytet SWPS, Collegium Civitas, WSIiZ) – przygotowującego projekt założeń do nowego Prawa o Szkolnictwie Wyższym w ramach konkursu „Ustawa 2.0” Ministerstwa Nauki i Szkolnictwa Wyższego (2016–2017). Członek Interdyscyplinarnej Sieci Badawczej – Instytutu Badań Edukacyjnych w Warszawie (2018).
Autor publikacji, raportów i artykułów naukowych (m.in.: Wykładowca doskonały. Podręcznik nauczyciela akademickiego, red. A. Rozmus, Wolters Kluwer Polska, Warszawa 2013, Szkolnictwo wyższe w Polsce. Ustrój – prawo –organizacja., red. S. Waltoś, A. Rozmus, wyd. Wydawnictwo Wolters Kluwer SA, Warszawa 2016, Alternatywy w edukacji, red. B. Śliwerski, A. Rozmus, wyd. Oficyna Wydawnicza IMPULS, Kraków 2018, Edukacja akademicka w perspektywie krytycznej. Studenci wobec neoliberalnej polityki kształcenia w szkole wyższej, Andrzej Rozmus, Oficyna Wydawnicza “Impuls”, Wyższa Szkoła Informatyki i Zarządzania w Rzeszowie, Kraków – Rzeszów 2018. 

## Odznaczenia i wyróżnienia
W roku 2004 odznaczony Brązowym Krzyżem Zasługi Prezydenta RP.